# 파올로 비도츠
파올로 비도츠(이탈리아어: Paolo Vidoz, 1970년 8월 21일~)는 이탈리아의 전직 권투 선수이다. 2000년 하계 올림픽에서 슈퍼헤비급 동메달을 획득했으며 세계 선수권 대회에서 동메달 2개를 획득했다. 